# تزاحم

مظاهرة لتأثير الازدحام. ركز على "x" وحاول تحديد الحرف المركزي (أو الفردي) الذي يظهر على اليمين. يجب أن يجعل وجود الكتفين المهمة أكثر صعوبة.

التزاحم ظاهرة إدراكية حيث يضعف التعرف على الأشياء المقدمة بعيدًا عن النقرة بسبب وجود أجسام أخرى مجاورة (تسمى أحيانًا «الجوانب»). وقد اقترح أن الازدحام يحدث بسبب التكامل الإلزامي للأجسام المزدحمة بواسطة آلية عصبية لمعالجة النسيج، ولكن هناك العديد من النظريات المتنافسة حول الآليات الأساسية. يعتبر نوعًا من التجميع  نظرًا لأنه «شكل من أشكال التكامل عبر الفضاء حيث يتم دمج الميزات المستهدفة بشكل زائف مع ميزات الإصدار».
منذ فترة طويلة يعتقد أن الازدحام هو سمة من سمات الرؤية المحيطية. في حين أنها بارزة بشكل خاص هناك، فهي موجودة في المجال البصري بأكمله، مع اختلاف مداه المكاني فقط (يحكمه قانون بوما). على وجه الخصوص، يكتسب الازدحام أهمية قصوى في الرؤية النقية، ويتغلب على أهمية حدة البصر في التعرف على الأنماط والقراءة حيث يمثل الازدحام عنق الزجاجة في المعالجة.
الازدحام موجود بشكل بارز في الحول وقد تم ذكره لأول مرة في هذا السياق ودرس كمياً هناك. تم العثور على عجز في الازدحام في الاضطرابات النفسية العصبية مثل الفصام والتوحد وقد يكون لها آثار سريرية في هذه الاضطرابات. واقترح أيضًا أن إصابات الرأس يمكن أن تسبب تأثيرًا مزدحمًا. عادةً ما يكون لدى الأطفال الذين يُنظر إليهم عادةً حتى سن ثماني سنوات اكتظاظًا أكثر وضوحًا من البالغين وقد يكون هذا هو سبب الطباعة الأكبر في كتب الأطفال.

## قانون بوما
مدى الازدحام مستقل في الغالب عن حجم الحرف أو الشكل، على عكس ما هو الحال في حدة. بدلاً من ذلك، يعتمد بشكل منهجي جدًا على المسافة إلى جيرانه. إذا كان الأخير أعلى من قيمة حرجة، يختفي الازدحام. في عام 1970، وصف هيرمان بوما قاعدة عامة لهذه المسافة الحرجة، مشيرًا إلى أنها تصل إلى حوالي نصف قيمة الانحراف التي يتم بموجبها رؤية الحرف المزدحم (يتم قياس الانحراف على أنه زاوية بصرية بعيدًا عن مركز النقرة). على سبيل المثال، إذا تم عرض حرف على مسافة 2.5 درجة من مركز النقرة - وهو تقريبًا عند حدود النقرة - فإن المسافة الحرجة تبلغ 1.25 درجة بزاوية بصرية. عندما تقترب الاجنحة، سيحدث الازدحام.
تشير الأبحاث الأحدث إلى أن العامل في قاعدة بوما (أصلاً ½) يمكن أن يختلف قليلاً إلى حد ما، وقد يكون أصغر كثيرًا (على سبيل المثال 0.4). علاوة على ذلك، يجب إضافة ثابت صغير في المعادلة، وهناك محاذير أخرى. بشكل عام، مع ذلك، أثبتت قاعدة بوما أنها صالحة منذ ذلك الحين على مجموعة كبيرة ومتنوعة من المهام الإدراكية. نظرًا لقوتها، غالبًا ما تُعتبر الآن قانونًا إدراكيًا، مشابهًا للقوانين الإدراكية الأخرى (مثل قانون ويبر، وقانون ريكو، وقانون بلوخ).

## تاريخ
التزاحم هو الاختناق الأساسي للتعرف على الأنماط البشرية وإظهارها بأسهل الطرق. ومن المدهش أنه تم تجاهلها على مر القرون. يرجع سبب التعرف على الأنماط المتدهورة في الغالب، ولا يزال، بشكل غير صحيح إلى حدة البصر المتدهورة.
وقد وصف ابن الهيثم في القرن الحادي عشر مفاهيم الرؤية المحيطية بأنها «مشوشة ومبهمة». في وقت لاحق، وصف جيمس جورين في عام 1738 ظاهرة «الرؤية غير الواضحة» التي يمكن اعتبارها، في مثالين، نتيجة الازدحام. في القرن التاسع عشر، وصف أطباء العيون هيرمان أوبيرت وريتشارد فورستر في Breslau / بولندا إدراك نقطتين متجاورتين في الرؤية غير المباشرة بـ «الغريب تمامًا [» غريب إلى أجل غير مسمى«] كشيء أسود، لا يمكن تحديد شكله بشكل أكبر». لاحظ أنه في أي من هذه الأمثلة، الوصف «غير واضح» أو «مشوه»، كما يظهر غالبًا (ومضلل) في توصيفات اليوم.
كان عالم النفس الجشطالت فيلهلم كورت هو أول من وصف بالتفصيل التصورات وظواهر إدراك الشكل في الرؤية غير المباشرة. ربما في ذلك الوقت تقريبًا، أصبح الازدحام مشكلة في علم البصريات وطب العيون عند اختبار الأهداف الغامضة مع مخططات العين، كما هو واضح من ملاحظة طبيب العيون الدنماركي هولغر إيلرز في عام 1936. كان جيمس أ. ستيوارت أوند هيرمان م. بوريان في ولاية أيوا، في عام 1962، أول من درس الاكتظاظ بشكل منهجي في الموضوعات الغامضة. في الرؤية النقدية، تم وصف الظاهرة ذات الصلة للتفاعل الكنتوري (ميرتون فلوم، فرانك وايموث ودانيال كانيمان، 1963).
اكتشف هيرمان بوما في عام 1970 ما اشتهر فيما بعد بقانون بوما، ومع ذلك فقد أهملت تلك الورقة بالكامل لسنوات عديدة. في العقود الثلاثة القادمة، تمت دراسة الظاهرة في علم النفس التجريبي، بشروط مختلفة. عندها فقط، وجد موضوع Crowding اهتمامًا واسعًا متزايدًا في أبحاث الإدراك البصري (ليفي وآخرون 1985؛ ستراسبورغر وآخرون، 1991؛ تويت وليفي، 1992، بيلي وآخرون، 2004). اليوم، هو موضوع رئيسي في الرؤية والإدراك ويتم الاعتراف به بشكل متزايد لكونه القيد الرئيسي لإدراك الشكل النقوي والمحيطي.